# Held (Familienname)
Held (auch Heldt) ist ein deutscher Familienname.

## Herkunft und Bedeutung
Held kann vom althochdeutschen helido abgeleitet werden im Sinne von „heldenhaft“.

## Namensträger

### A
- Adolf Held (1844–1880), deutscher Nationalökonom
- Adolf Held (Überseekaufmann) (1859–1927), deutscher Überseekaufmann
- Al Held (1928–2005), US-amerikanischer Maler
- Alan Held (* 1959), US-amerikanischer Opernsänger (Bass)
- Albert Held (1865–1960), Schweizer Unternehmer
- Alexander Held (* 1958), deutscher Schauspieler
- Alfred Held (1886–1973), Schweizer Politiker (BGB)
- Andrea Held (* 1968), deutsche Fachbuchautorin
- Anna Held (1873–1918), Schauspielerin und Sängerin
- Annegret Held (* 1962), deutsche Schriftstellerin
- August Held (1914–1981), deutscher Sportförderer und -funktionär, Gründer des internationalen Sportfestivals Gymnastika

### B
- Bernd Held (* 1969), deutscher Informatiker
- Berthold Held († 1931), deutscher Schauspieler, Regisseur und Schauspiellehrer
- Bud Held (* 1927), US-amerikanischer Leichtathlet
- Burkhard Held (* 1953), deutscher Maler

### C
- Carl Samuel Held (1766–1845), deutscher Architekt und preußischer Baubeamter
- Carsten Held (* 1963), deutscher Philosoph und Hochschullehrer
- Christian Held (* 1961), deutscher Jurist und Rechtsanwalt
- Christian Held (Basketballtrainer) (* 1988), deutscher Basketballtrainer
- Christoph Krauli Held (* 1985), österreichischer Gastronom, Haubenkoch, Fernsehkoch, YouTube-Koch und Podcaster

### D
- Daniela Held (* 1978), deutsche Fußballspielerin
- Danny Held (1961–2015), kanadisch-deutscher Eishockeyspieler und -trainer
- David Held (1951–2019), britischer Politikwissenschaftler
- Dieter Held (* 1936), deutscher Mathematiker

### E
- Elisabeth Alletag-Held (1904–1993), deutsche Ärztin
- Ernst Held (1901–2005), Schweizer Gynäkologe
- Ernst Gustav von Held (1766–1851), königlich preußischer Generalleutnant

### F
- Ferdinand Held-Magney (1905–1986), deutscher Schauspieler und Theaterintendant
- Franz Held (Politiker) (1852–1932), österreichischer Politiker (DNP)
- Franz Held (Schriftsteller) (eigentlich Franz Herzfeld; 1862–1908), deutscher Schriftsteller
- Franz von Held (1862–1943), deutscher Generalleutnant
- Franz Held (Sportwissenschaftler) (* 1948), deutscher Ruderer und Sportwissenschaftler
- Franzjoseph Held (* 1952), deutscher Maler und Bildhauer
- Friedrich Held (Politiker) (1801–1878), deutscher Beamter und Politiker
- Friedrich Held (Malakologe) (1812–1872), deutscher Malakologe
- Friedrich Held (Mediziner) (1911–1978), deutscher Radiologe und Hochschullehrer
- Friedrich Wilhelm Held (1813–1872), deutscher Journalist, Herausgeber, Schriftsteller und Politiker
- Fritz Held (Rennfahrer) (1867–1938), deutscher Unternehmer und Automobilrennfahrer
- Fritz Held (Jurist) (1887–1962), deutscher Verwaltungsjurist und Bezirksoberamtmann
- Fritz Held (Politiker) (1901–1968), deutscher Politiker (FDP), MdB
- Fritz Held (Materialwissenschaftler) (1916–2013), Schweizer Hochschullehrer für Technologie und Werkstoffkunde elektrotechnischer Baustoffe
- Fritz Held (Mediziner) (1920–1992), deutscher Kinderpsychiater und Neurologe

### G
- Gerd Held (* 1951), deutscher Sozialwissenschaftler und Publizist
- Gerhard Petschel-Held (1964–2005), deutscher Klimaforscher
- Gottfried Held (1896–1985), Schweizer Seifen- und Reinigungsmittelfabrikant
- Gottfried Held von Hagelsheim (1670–1724), deutscher Mediziner und Leibarzt des Markgrafen von Brandenburg-Bayreuth
- Günter Held (* 1935), deutscher Botschafter
- Gustav Adolf Held (1920–2008), deutscher Verwaltungsjurist
- Gustav Friedrich Held (1804–1857), deutscher Jurist

### H
- Hans von Held (1764–1842), deutscher Publizist und Dichter
- Hans Held (Mediziner) (1866–1942), deutscher Mediziner
- Hans Held, Pseudonym von Alexander Büttner (Journalist) (1897–nach 1966), deutscher Ingenieur und Motorsportjournalist
- Hans Held (Trickfilmer) (1914–1995), deutscher Grafiker
- Hans Held (Heimatforscher) (1926/1927–2015), deutscher Heimatforscher
- Hans-Heinrich Held (1957–2015), deutscher Vielseitigkeitsreiter und Landwirt
- Hans Ludwig Held (1885–1954), deutscher Bibliothekar und Schriftsteller
- Hannes Held (* 1979), deutscher Drehbuchautor
- Heinrich Held (Kirchenlieddichter) (1620–1659), schlesischer Kirchenlieddichter
- Heinrich Held (Politiker) (1868–1938), deutscher Politiker (BVP), Bayerischer Ministerpräsident 1924–1933
- Heinrich Held (Theologe) (1897–1957), deutscher evangelischer Theologe
- Heinrich Johann Held (1923–2010), ehemaliger Polizeidirektor in Bochum
- Heinz Held (Fotograf) (1918–1990), deutscher Fotograf und Journalist
- Heinz Joachim Held (* 1928), deutscher evangelischer Theologe
- Heinz-Dieter Held (* 1948), deutscher Politiker (SPD), Bürgermeister von Löhne
- Helmine Held (1916–2002), deutsche Krankenschwester
- Hermann Gustav Held (1830–1894), deutscher Jurist, Geheimer Rat und Generalstaatsanwalt im Königreich Sachsen
- Hieronymus II. Held (1694–1773), deutscher Zisterzienserabt
- Horst Held (1933–2016), deutscher Fechtmeister und Bundestrainer

### I
- Ignác Held (1764–1816), böhmischer Komponist
- Ilka Held (* 1979), deutsche Handballspielerin
- Ingrid Held (* 1964), französische Filmschauspielerin
- Isaac Held (* 1948), US-amerikanischer Meteorologe

### J
- Joachim Held (Maler) (* 1957), deutscher Hinterglasmaler
- Joachim Held (Lautenist) (* 1963), deutscher Lautenist
- Johann Held (Pädagoge) (1627–1693), deutscher Pädagoge und Theologe
- Johann Balthasar Held († 1709), deutscher Orgelbauer
- Johann Christoph (von) Held (1791–1873), deutscher Klassischer Philologe und Gymnasialdirektor
- Johann Theobald Held (1770–1851), tschechischer Mediziner, Hochschullehrer und Komponist
- José Held (1903–1974), deutscher Schauspieler
- Josef Held (1902–1964), deutscher Verleger und Jurist
- Josef Eugen Held (1895–1983), deutscher Lokalpolitiker und Historiker
- Joseph von Held (1815–1890), Staatsrechtler, 1882/83 Rektor der Königlichen Universität Würzburg, 1866 Mitbegründer des Bayerischen Roten Kreuzes
- Julia Theres Held (* 1977), deutsche Journalistin, Redakteurin und Fernsehmoderatorin
- Julius Held (1905–2002), deutsch-amerikanischer Kunsthistoriker
- Jürgen Held (* 1965), deutscher Produktdesigner
- Jutta Held (1933–2007), deutsche Kunsthistorikerin

### K
- Karl Held (Theologe) (1830–1870), deutscher Theologe und Hochschullehrer
- Karl Held (Schauspieler) (auch Carl Held; * 1931), US-amerikanischer Schauspieler
- Karl Held (Publizist) (1944–2010), deutscher Marxist und Publizist
- Karl Arthur Held (1884–1939), deutscher Maler
- Katharina Held (Philosophin) (* 1976), deutsche Germanistin, Philosophin und Wissenschaftsmanagerin
- Katharina Held (Drehbuchautorin) (* 1977), deutsche Drehbuchautorin
- Katharina Held (Sängerin) (* 1995), deutsche Sängerin (Sopran)
- Klaus Held (1936–2023), deutscher Philosoph
- Konrad Held (1936–2008), deutscher Heimatforscher und -pfleger
- Kurt Held (1897–1959), Pseudonym des deutschen Schriftstellers Kurt Kläber

### L
- Leo Held (Musiker) (1874–1903), österreichischer Komponist und Kapellmeister
- Leo Held (Judoka) (* 1963), deutscher Judoka und Judo-Trainer
- Leonhard Held (1893–1967), deutscher Ingenieur und Mitglied des Bayerischen Senats
- Leonz Held (1844–1925), Schweizer Topograf, Kartograf und Geodät
- Lisa Eder-Held (* 1966), deutsche Regisseurin und Drehbuchautorin
- Louis von Held (1849–1927), preußischer General der Infanterie
- Louis Held (Fotograf) (1851–1927), deutscher Fotograf und Filmemacher
- Louis Held (Schauspieler) (* 1996), deutscher Schauspieler
- Lorenz Held (1834–1911), deutscher Turner und Turnfunktionär
- Ludwig Held (1837–1900), österreichischer Schriftsteller und Librettist

### M
- Manfred Held (1933–2011), deutscher Physiker, Erfinder und Hochschullehrer
- Marcus Held (* 1977), deutscher Politiker (SPD)
- Margarethe Held (Malerin) (1894–1981), deutsche Malerin und Zeichnerin
- Margarethe Held (Leichtathletin) (1911–nach 1936), österreichische Diskuswerferin
- Martin Held (1908–1992), deutscher Schauspieler
- Martin Held (Wirtschaftswissenschaftler) (* 1950), deutscher Wirtschaftswissenschaftler
- Martina Schnellenbach-Held, deutsche Diplom-Ingenieurin im Fachbereich des Bauingenieurwesens
- Matthäa Held (1942–2018), deutsche Ordensschwester
- Matthias von Held (um 1490–1563), Jurist und Reichsvizekanzler des Heiligen Römischen Reiches
- Matthias Held (Designer) (* 1968), deutscher Designer und Hochschullehrer
- Maximilian Held (* 1967), deutscher Theater- und Filmschauspieler
- Michael Held (* 1978), deutscher Basketballspieler
- Monika Held (* 1943), deutsche Schriftstellerin und Journalistin

### N
- Ninon Held (* 1970), deutsche Schauspielerin, siehe Ninon Bohm

### O
- Oliver Held (Filmemacher) (* 1970), deutscher Filmemacher und Künstler
- Oliver Held (Fußballspieler) (* 1972), deutscher Fußballspieler
- Otto Held (1818–1897), deutscher Rittergutsbesitzer und Parlamentarier

### P
- Pablo Held (* 1986), deutscher Jazzpianist
- Paul Held (Architekt, 1889) (1889–1972), deutscher Architekt
- Paul Held (Architekt, 1891) (1891–1953), Schweizer Architekt
- Paul Held (Footballspieler) (* 1928), US-amerikanischer American-Football-Spieler
- Paul Held (Chemiker) (1933–1979), deutscher Chemiker
- Peter Held (1886–nach 1943), deutscher Hausierer und Stadtoriginal, siehe Liste der Wuppertaler Originale#Husch Husch
- Peter Held (1916–2013), US-amerikanischer Schriftsteller, siehe Jack Vance
- Peter Held (Tischtennisspieler) (* 1937), deutscher Tischtennisspieler
- Peter Held (Kurator) (* 1951), US-amerikanischer Kunsthistoriker und Museumskurator
- Philipp Held (Politiker) (1911–1993), deutscher Politiker (CSU)
- Philipp Held (Maueropfer) (1942–1962), deutsches Todesopfer an der Berliner Mauer
- Philipp Held (Jurist) (1821–1863), Verwaltungsjurist, Bezirksgerichtsrat, Privatdozent für Kirchenrecht in München, Bibliophiler (Heldiana)

### R
- Ralph Held (* 1957), deutscher Basketballtrainer und -funktionär
- Richard Held (1922–2016), US-amerikanischer Psychologe
- Robert Held (1875–1938), deutscher Jurist
- Robert Held (Industrieller) (1862–1924), Elektroindustrieller
- Robert Held (Journalist) (1922–1986), deutscher Journalist
- Rolf Held (1949–1969), deutsches Todesopfer an der innerdeutschen Grenze
- Rudolf Held (1911–1987), deutscher Politiker (SED)
- Ryan Held (* 1995), US-amerikanischer Schwimmer

### S
- Sarah Held (* 1981), österreichische Kulturwissenschaftlerin, Künstlerin und Hochschullehrerin
- Sigfried Held (* 1942), genannt Siggi Held, deutscher Fußballspieler
- Stephanie Held-Ludwig (1871–1943), Fotografin

### T
- Theo Held (* 1932), deutscher Heimatforscher
- Theodor Held (1859–1947), deutscher Kaufmann und Reichstagsabgeordneter
- Thomas Held (Soziologe) (* 1946), Schweizer Soziologe, Manager und Lobbyist
- Thomas M. Held (* 1972), deutsch-österreichischer Schauspieler
- Tom Held (1889–1962), aus Österreich stammender US-amerikanischer Filmeditor

### U
- Ulla Held-Daab (* 1962), Richterin am Bundesverwaltungsgericht

### V
- Valerian Held (um 1835–vor 1910), deutscher Verwaltungsbeamter
- Valerio Held (* 1958), italienischer Comiczeichner
- Virginia Held (* 1929), US-amerikanische Philosophin
- Volker Held (* 1942), deutscher Romanist und Kunsthistoriker

### W
- Walter Held (Politiker) (1897–1967), deutscher Politiker (BVP, CSU), MdL Bayern und Landrat
- Walter Held (Heinz Epe; 1910–1942), trotzkistischer Politiker und Stalinismus-Opfer
- Wieland Held (1939–2003), deutscher Historiker
- Wilhelm Held (1902–1984), deutscher Heimatforscher und Medizinhistoriker
- Winfried Held (* 1964), deutscher Klassischer Archäologe
- Wolfgang Held (Schriftsteller, 1930) (1930–2014), deutscher Schriftsteller und Drehbuchautor
- Wolfgang Held (Schriftsteller, 1933) (1933–2016), deutscher Schriftsteller und Übersetzer
- Wolfgang Held (Politiker) (* 1938), deutscher Politiker (CSU)
- Wolfgang Held (Kameramann) (* 1963), deutsch-amerikanischer Kameramann
- Wolfgang Held (Schriftsteller, 1964) (* 1964), Autor